# Antologia do Conto Fantástico Português
A Antologia do Conto Fantástico Português é a primeira coletânea de contos fantásticos da literatura portuguesa. A obra teve duas edições que divergem substancialmente uma da outra: a primeira foi publicada pelas Edições Afrodite (Lisboa), por Fernando Ribeiro de Mello, em 1967; a segunda, da mesma editora, foi revista por E. M. de Melo e Castro em 1974.

## Edição Fernando Ribeiro de Mello
A Edição Fernando Ribeiro de Melo foi editada em 1967 nas Edições Afrodite de Lisboa. Consta de 35 contos em ordem cronológica que têm algum elemento fantástico, estranho ou maravilhoso. Na Nota do Editor , que se encontra antes do primeiro conto, declara-se que a obra constitui uma primeira tentativa de reunir os exemplos mais significativos de conto fantástico em língua portuguesa e que foi adoptado um critério genérico na seleção das narrativas: para além dos contos propriamente fantásticos, foram incluídos textos de literatura negra, do maravilhoso, do onírico, do sobrenatural, do científico ou para-científico, da literatura de antecipação. A finalidade desta obra seria, de facto, ter uma visão de conjunto do que pode ser considerado literatura fantástica no âmbito do conto lusófono.
Os paratextos são mínimos e incluem, para além do título do conto e o nome seu autor, as datas de nascimento e morte do escritor, bem como o título da coletânea em que o conto é publicado originariamente.
A primeira edição, que conta 511 páginas, e cuja capa foi desenhada por Rocha de Sousa e orientação gráfica de João Vieira, apresenta a seguinte estrutura:
| Paratexto                                        |                                    |
| ------------------------------------------------ | ---------------------------------- |
| Nota do Editor                                   | por Fernando Ribeiro de Mello      |
| Contos                                           |                                    |
| A Dama Pé-de-Cabra                               | por Alexandre Herculano            |
| A Torre de Caim                                  | por Rebelo da Silva                |
| O Esqueleto                                      | por Camilo Castelo Branco          |
| Uma Récita do Roberto do Diabo                   | por Júlio César Machado            |
| A Igreja Profanada                               | por Manuel Pinheiro Chagas         |
| A Torre Derrocada                                | Por Alberto Osórios de Vasconcelos |
| O Véu                                            | por Teófilo Braga                  |
| Os Canibais                                      | por Álvaro do Carvalhal            |
| O Defunto                                        | por Eça de Queirós                 |
| A Princesinha das Rosas                          | por Fialho de Almeida              |
| Sede de Sangue                                   | por Manuel Teixeira Gomes          |
| O Mistério da Árvore                             | por Raul Brandão                   |
| A Reencarnação Deliciosa                         | por Aquilino Ribeiro               |
| A Estranha Morte do Professor Antena             | por Mário de Sá Carneiro           |
| O Cágado                                         | por José de Almada Negreiros       |
| O Senhor dos Navegantes                          | por Ferreira de Castro             |
| O Caminho                                        | por JoséRégio                      |
| Regresso à Cúpula da Pena                        | por Rodrigues Miguéis              |
| O Gavião                                         | por Tomaz de Figueiredo            |
| Casa Mortuária                                   | por Domingos Monteiro              |
| O Anjo                                           | por Branquinho da Fonseca          |
| A Ritinha                                        | por José de Lemos                  |
| Pesadelo                                         | por António Quadros                |
| O Aplaudido Dramaturgo Curado Pelas Pílulas Pink | por Natália Correia                |
| Trânsito                                         | por Urbano Tavares Rodrigues       |
| A Maravilhosa História do Internamento           | por Carlos Wallenstein             |
| Nem Tudo é História                              | por David Mourão-Ferreira          |
| No Restaurante                                   | Por Ana Hatherly                   |
| O Elephans-Pinguim                               | por Maria Alberta Menéres          |
| O Odionauta                                      | por Vasconcelos Sobral             |
| Eu Índice N                                      | por E. M. de Mello e Castro        |
| Não, Não Foi de Herói                            | por Vítor Silva Tavares            |
| O Homem das Batalhas                             | por Dórdio Guimarães               |
| A Viúva Ester                                    | por António Barahona da Fonseca    |
| Peregrinação                                     | por Almeida Faria                  |

## Edição E. M. de Melo e Castro
A edição revista por E. M. de Melo e Castro da Antologia do Conto Fantástico Português foi impressa em 1974, sempre pelas Edições Afrodite de Lisboa. Consta de 670 páginas, com a capa e os frisos ilustrativos desenhados por Martim Avillez e o plano gráfico das Edições Afrodite.
Os paratextos desta segunda edição foram implementados relativamente à primeira. A obra abre-se com uma Introdução  por E. M. de Melo e Castro, em que se explica que a nova edição quer corrigir as faltas da edição de 1967 e propor uma pesquisa coerente e metódica sobre as peculiaridades do conto fantástico português. A fim de concretizar este projeto, o autor define antes de tudo as estruturas fundamentais da literatura fantástica:
- A Transgressão de leis empíricas ou naturais;
- A Procura da verosimilhança;
-  O Reportório dos princípios ou agentes de ação.
Nesta segunda edição da Antologia encontram-se apenas os textos que correspondem a estes fundamentos: para além dos dados básicos, antes de cada conto é fornecida uma pequena análise do mesmo que justifica a sua inclusão no volume.
A obra conta sempre com 35 narrações em ordem cronológica, mas algumas delas não são as mesmas presentes na edição de 1967. A sua organização mostra-se desta maneira:
| Paratexto                                        |                                   |
| ------------------------------------------------ | --------------------------------- |
| Introdução                                       | por E.M. de Melo e Castro         |
| Contos                                           |                                   |
| A Dama Pé-de-Cabra                               | por Alexandre Herculano           |
| A Torre de Caim                                  | por Rebelo da Silva               |
| Uma Récita do Roberto do Diabo                   | por Júlio César Machado           |
| O canto da sereia                                | por Júlio Dinis                   |
| A Igreja Profanada                               | por Manuel Pinheiro Chagas        |
| A Torre Derrocada                                | por Alberto Osório de Vasconcelos |
| O Véu                                            | por Teófilo Braga                 |
| Os Canibais                                      | por Álvaro do Carvalhal           |
| O Defunto                                        | por Eça de Queirós                |
| Sede de Sangue                                   | por Manuel Teixeira Gomes         |
| A Princesinha das Rosas                          | por Fialho de Almeida             |
| O Mistério da Árvore                             | por Raul Brandão                  |
| A Reencarnação Deliciosa                         | por Aquilino Ribeiro              |
| A Estranha Morte do Professor Antena             | por Mário de Sá Carneiro          |
| O Cágado                                         | por José de Almada Negreiros      |
| O Senhor dos Navegantes                          | por Ferreira de Castro            |
| A Princesa nº 46 734                             | por José Gomes Ferreira           |
| Regresso à Cúpula da Pena                        | por José Rodrigues Miguéis        |
| O caminho                                        | por José Régio                    |
| O Anjo                                           | por Branquinho da Fonseca         |
| A Noite de Walpurgis                             | por Hugo Rocha                    |
| A Ritinha                                        | por José de Lemos                 |
| O Físico Prodigioso                              | por Jorge de Sena                 |
| O Aplaudido Dramaturgo Curado Pelas Pílulas Pink | por Natália Correia               |
| Fc, o Banho e não só                             | por Mário Henrique Leiria         |
| Trânsito                                         | por Urbano Tavares Rodrigues      |
| A Maravilhosa História do Internamento           | por Carlos Wallenstein            |
| Nem Tudo é História                              | por David Mourão-Ferreira         |
| No Restaurante                                   | por Ana Hatherly                  |
| Teorema                                          | por Herberto Helder               |
| O Elephans-Pinguim                               | por Maria Alberta Menéres         |
| O cavalo branco                                  | por Álvaro Guerra                 |
| O Homem das Batalhas                             | por Dórdio Guimarães              |
| A Viúva Ester                                    | por António Barahona da Fonseca   |
| Peregrinação                                     | por Almeida Faria                 |

Como se pode verificar pela comparação dos índices, os contos escolhidos não são exatamente os mesmos nas duas edições. Os contos que, segundo Melo e Castro, não correspondiam à definição de literatura fantástica fornecida na sua Introdução, foram eliminados, e nomeadamente: O Esqueleto de Camilo Castelo Branco; A Torre Derrocada, de A. Osório de Vasconcelos; O Gavião, de Tomaz de Figueiredo; Casa Mortuária, de Domingos Monteiro; O Odionauta, de Vasconcelos Sobral; Eu Índice N, de E. M. de Melo e Castro; Não, Não foi de Herói, de Vitor Silva Tavares. 
Por exemplo, O pesadelo de António Quadros foi retirado, provavelmente, por ser mais alegórico do que fantástico, pois é expressão da filosofia sebastianista do autor, apresentando apenas parcialmente uma trangressão das leis psicológicas no seu inicio, sem contudo ser caraterizado por atmosferas sinistras, lúgubres ou perturbadoras. O mesmo pode-se dizer de Casa mortuária, de Domingos Monteiro, no qual o estranho caso do protagonista, aparentemente "defunto autor", tem uma sua conclusão e explicação racional e científica. Nos casos de O esqueleto de Camilo Castelo Branco ou de O gavião de Tomaz de Figueiredo, evidentemente não basta, para Melo e Castro, a inclusão de fantasmas ou esqueletos para serem considerados contos fantásticos. A suposta "quarta dimensão", na qual aparentemente morre o protagonista de O gavião ou a presença do esqueleto da mulher amada e abandonada no conto do Camilo pertenceriam, segundo a teorização de Melo e Castro, mais ao macabro do que ao fantástico. 
Novos contos, porém, foram introduzidos: O canto da sereia, de Júlio Dinis; A princesa n.° 46 734, de José Gomes Ferreir; A noite de Walpurgis, de Hugo Rocha; Fc, o banho e não só, de Mario Henrique Leiria; O físico prodigioso, de Jorge de Sena; Teorema, de Herberto Helder; e O cavalo branco, de Álvaro Guerra. Por fim, alguns contos foram mantidos, mas foram invertidos na sua posição no livro (A Princesinha das Rosas toma o lugar de Sede de Sangue; O Caminho a de Regresso à Cúpula da Pena).

## Uma amostra dos contos

### Teófilo Braga,O véu(previamente publicado emContos Phantasticos, Lisboa, Typographia Universal, 1865)
O narrador reporta uma história que um amigo muito próximo dele lhe tinha contado durante os anos da escola. Este rapaz tinha uma prima de nome Branca, que um dia, durante uma manhã passada na praia, foi arrastada por uma onda. O primo conseguiu salvá-la da corrente e trouxe-a para a costa.
Alguns anos mais tarde, o rapaz entreacordou na sua cama ao amanhecer e viu a figura da Branca que tinha acudido ao seu quarto para falar com ele. A Branca queria despedir-se do primo e perdoá-lo por nunca mais ter ido visitá-la depois da única noite de amor que tinham passado juntos. O primo, sem dizer nada, virou-se para o outro lado e continuou a dormir.
Ao acordar, o rapaz descobriu que a prima tinha desaparecido e, levado por um sinistro pressentimento, foi buscá-la perto de umas rochas onde ela costumava sentar-se para respirar a brisa do mar. Após alguns dias, o rapaz encontrou o cadáver da Branca estendido na areia e foi tomar um lenço para cobrir o seu corpo.
Quando voltou à praia apercebeu-se que o cadáver da Branca se tinha virado de bruços, como para proteger pudicamente a sua nudez. Então, o rapaz ficou imóvel pelo susto e comprendeu que a figura que lhe tinha aparecido de madrugada no seu quarto era o fantasma da prima.  

### Álvaro de Carvalhal,Os canibais(previamente publicado emContos, Coimbra, Imprensa da Universidade, 1868)
A história situa-se num contexto aristocrático e a primeira cena abre-se durante um baile em que a Dona Margarida, uma mulher fatal, apaixona-se pelo Visconde de Aveleda, um homem tão estranho como fascinante que, aparentemente, não tem nada de humano na sua maneira de mover-se. O Dom João, um aristocrata que também está apaixonado pela Margarida, tenta conquistá-la, mas, no fim, o Visconde e a Margarida casam-se. Durante a primeira noite de núpcias, os dois têm que consumar o casamento; todavia o Visconde revela à sua esposa um segredo chocante: ele é um monstro que tem próteses para simular os braços e as pernas humanas. A Margarida, devastada, atira-se pela janela e o Visconde de Aveleda rola em direção da lareira e morre nas chamas. O Dom João, que, no entanto, estava à procura da Margarida, vê a cena e suicida-se com um tiro. No dia seguinte, a família da Margarida vai para a casa do Visconde porque não tinha nenhuma notícia deles e encontra só aquilo que parece um bom bocado de carne assada na lareira. Todos comem-na sem saber que tipo de carne é, e só depois se dão conta que são os restos do Visconde. Chega, depois, o magistrado para informar todos daquilo que se passou e para comunicar que a família da Margarida era a destinatária da herança do Visconde. Depois de ter sabido isso, o pai e os irmãos da Margarida agridem e comem o magistrado, tornando-se verdadeiros canibais.
Deste conto, foi realizado um filme dirigido por Manoel de Oliveira, em 1988, que tem também o título de Os canibais.

## Note
1. ↑  Mais informações sobre Os canibais encontram-se na página dedicada da wikipedia.